# Hibernie défeuillante
Pour les articles homonymes, voir Phalène.
Erannis defoliaria
Espèce
L’Hibernie défeuillante, Erannis defoliaria, est une espèce de lépidoptères (papillons) de la famille des Geometridae, présente dans toute l'Europe jusqu'au Caucase.

## Dénominations
Le nom vulgaire français, « Hibernie défeuillante », fait référence d'une part aux mœurs hivernales de l'adulte et d'autre part aux dégâts occasionnés par les chenilles au printemps. On l'appelle parfois « Phalène défeuillante » ou « Géomètre défeuillante ».
Tout comme la dénomination française, les noms néerlandais (Grote wintervlinder) et allemand (Großer Frostspanner) font référence au froid. Les anglophones parlent de mottled umber (« terre bigarrée »).

## Description
- Imago : d'une longueur de 10 à 15 mm, la femelle n'a pas d'ailes, mais un gros corps jaune à gris pâle parsemé de points noirs[2]. Le mâle, très variable, de couleur brunâtre à brun clair, est normalement ailé. Il arbore presque toujours un point noir au milieu des ailes supérieures. Son envergure peut atteindre 40 mm[3].

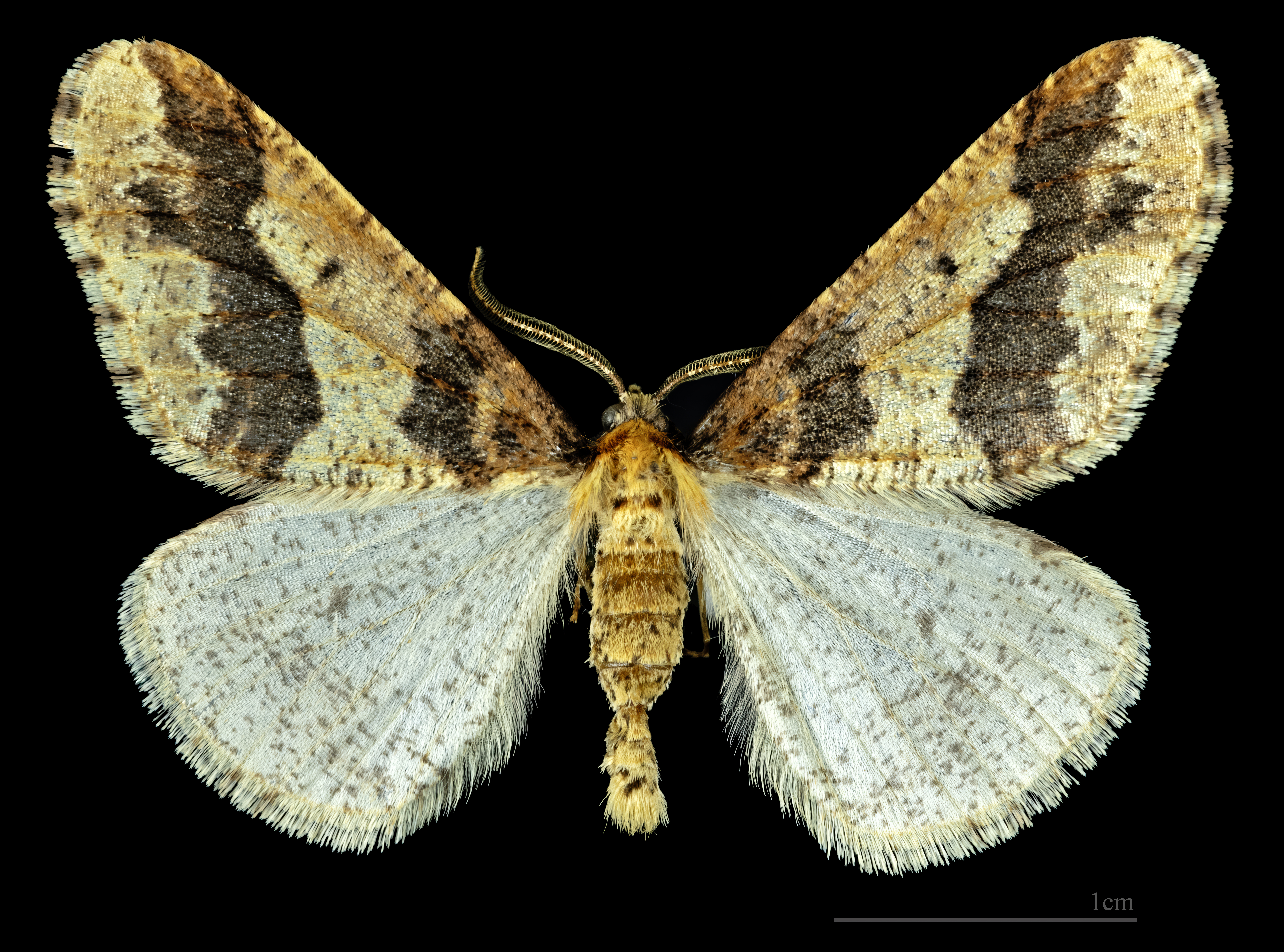
MHNT ♂
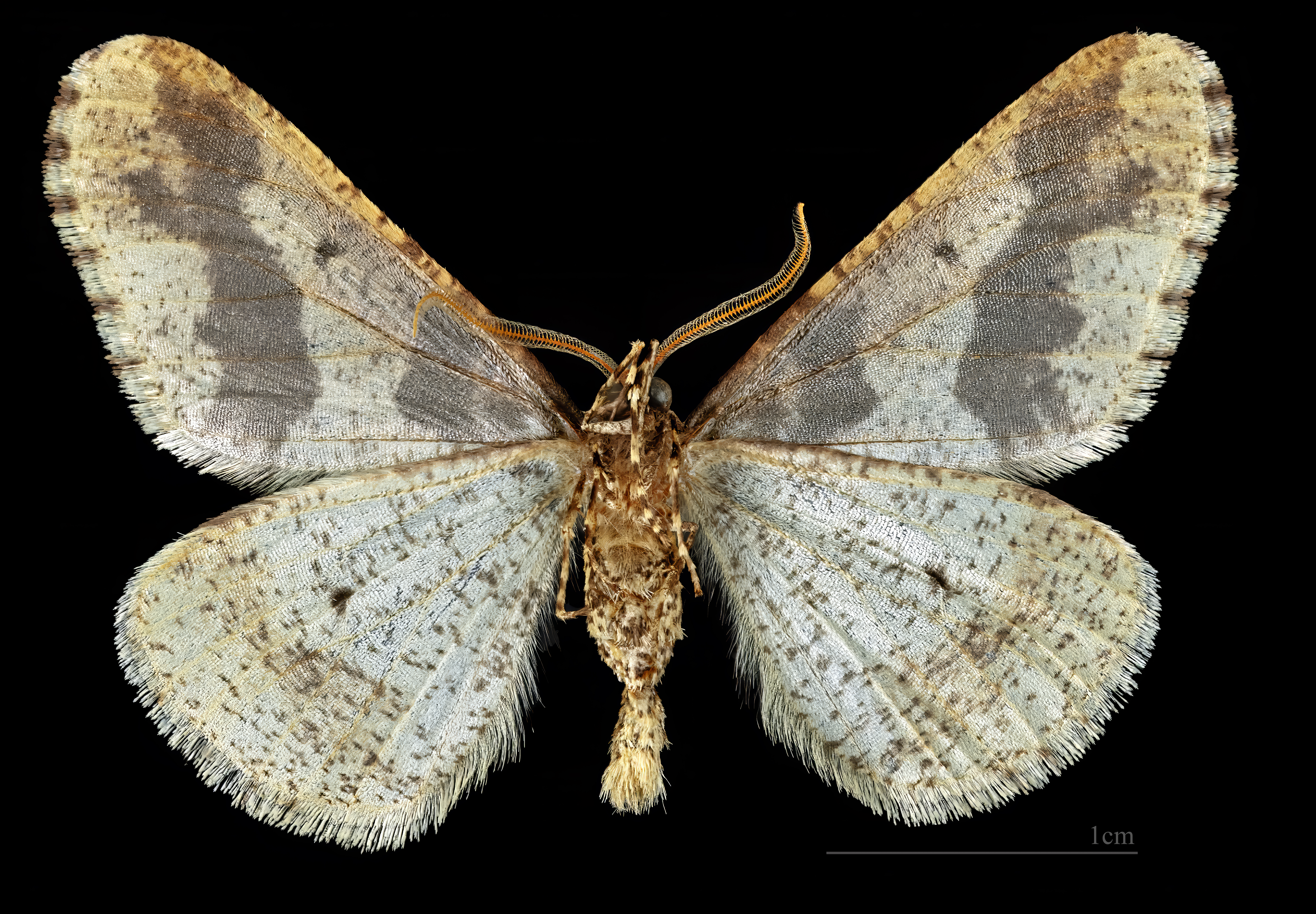
♂ △
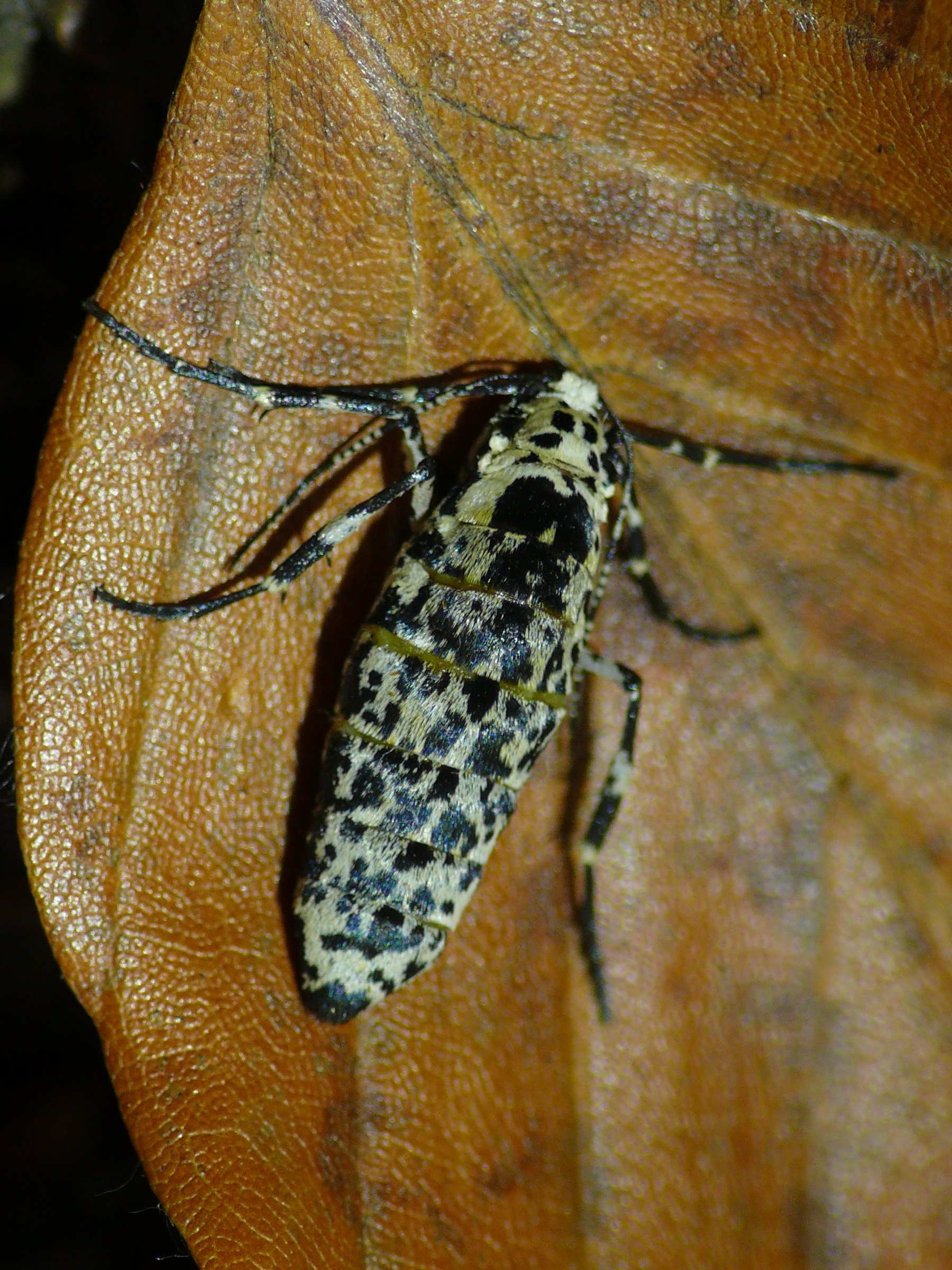
La femelle aptère vit sur le tronc des plantes hôtes

- Chenille : roussâtre à brun jaunâtre, avec une ligne longitudinale noire. En dessous de cette ligne noire, la chenille est jaunâtre. Les stigmates sont sous cette ligne noire, ils sont cerclés de marron. C'est une chenille arpenteuse.

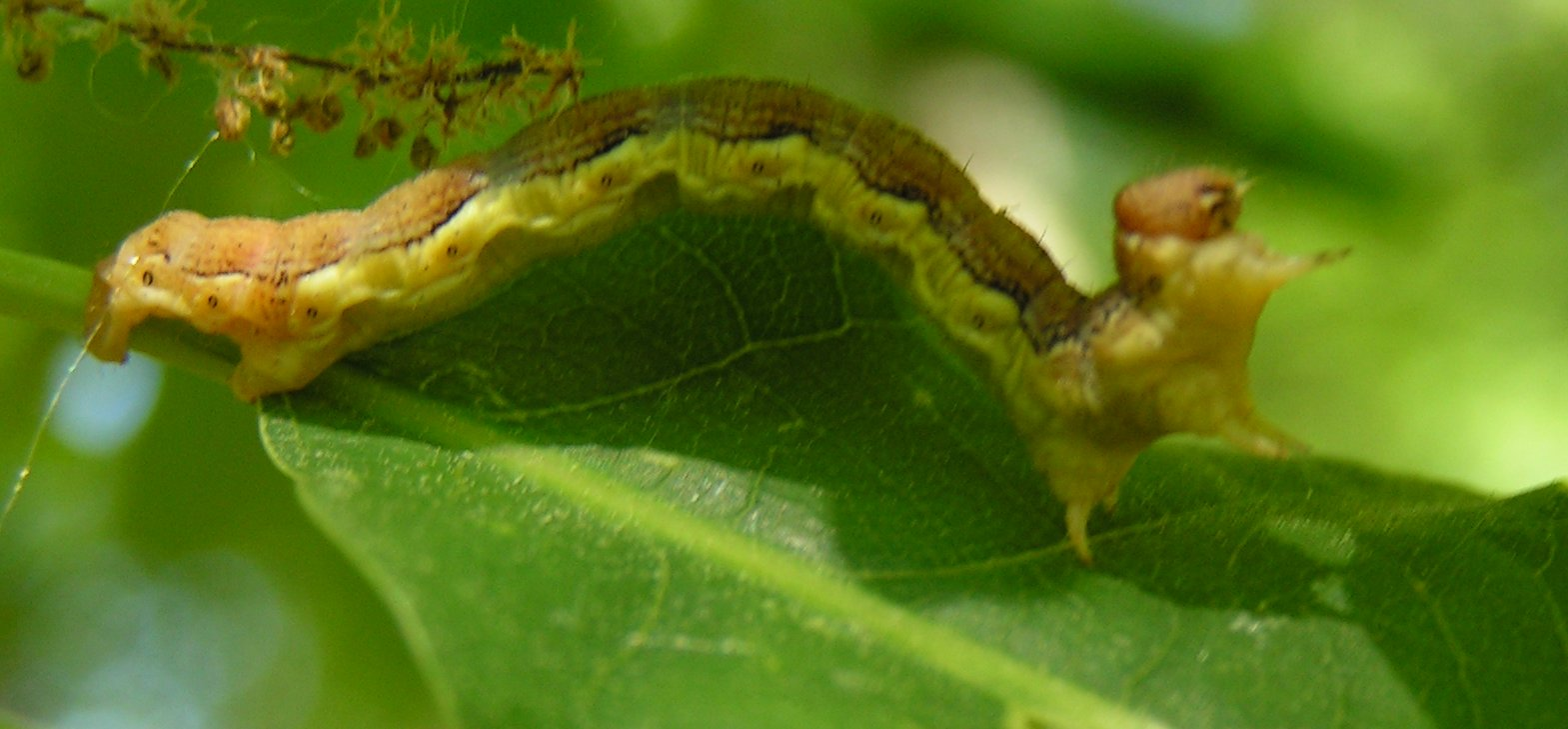
Une chenille polyphage qui peut faire de gros dégâts
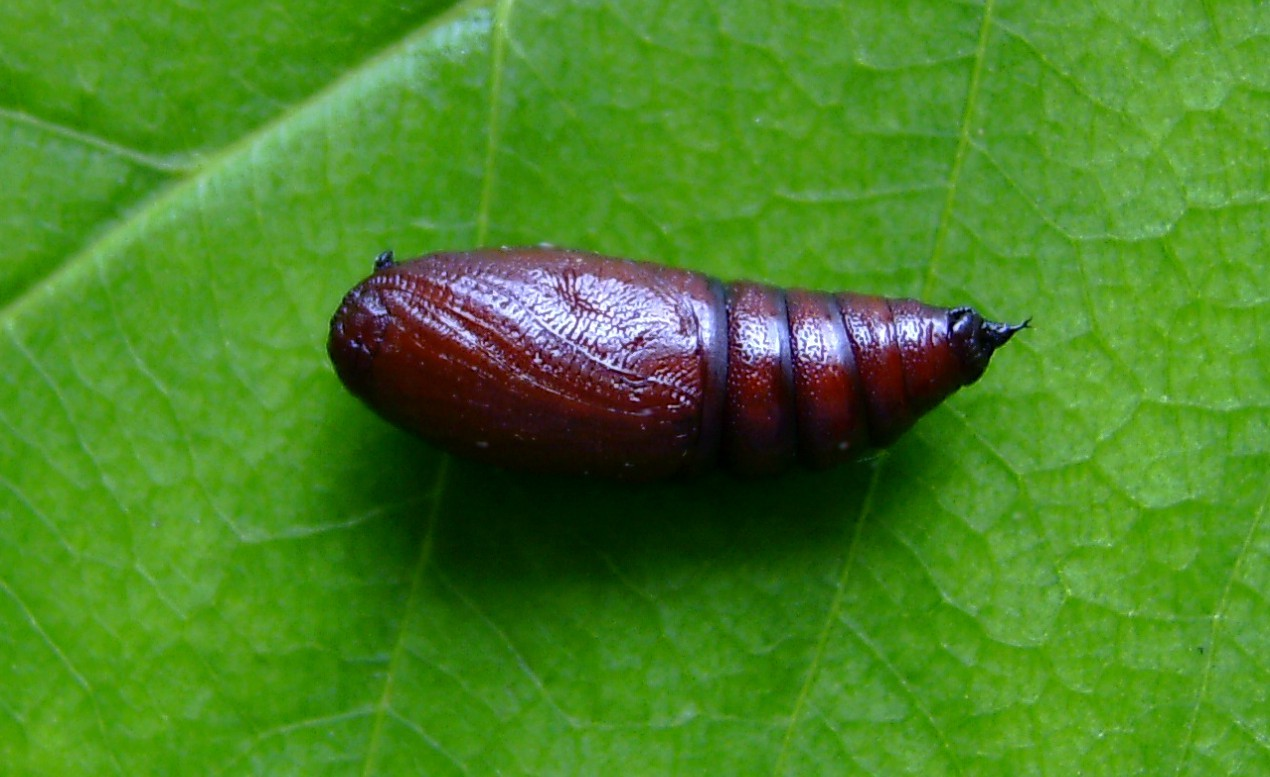
Erannis defoliaria chrysalide

## Biologie
L'adulte est visible de septembre-octobre à décembre-janvier (univoltin). La femelle aptère se tient sur un tronc et attire les mâles par une substance odorante (phéromone) qu'elle émet grâce à une glande de son abdomen, puis pond ses œufs sur les arbres.
L'espèce hiberne ensuite à l'état d'œufs qui éclosent au début du printemps. Les larves polyphages sont alors très voraces et peuvent provoquer des dégâts considérables sur leurs plantes hôtes, en dévorant les bourgeons. La nymphose se passe sur le sol.

## Distribution géographique et écologie

### Biotope
Ce papillon est présent dans une large gamme d'habitats : forêts de feuillus, parcs et jardins, vergers.

### Distribution géographique
On le rencontre dans toute l'Europe, de l'Espagne à la Scandinavie.

### Dégâts sur les végétaux
À l'état de chenille, en cas de pullulation, ce lépidoptère peut être dévastateur : contrairement à de nombreuses espèces de papillons, il s'accommode d'une large gamme de plantes hôtes dont certaines espèces cultivées pour leurs qualités ornementales (rosiers, chèvrefeuilles, tilleuls, prunus, aubépines, bouleaux, sorbiers), forestières (chênes, charmes) ou agricoles (groseilliers, pommiers, noisetiers). Les jardiniers amateurs luttent contre ce ravageur en pulvérisant un insecticide au début du printemps.
En forêt, la lutte vise essentiellement les femelles : après être sorties de leur chrysalide, les femelles aptères grimpent le long des troncs. C'est à ce moment que les forestiers enduisent le tronc de colle (" colle des hibernies "), afin d'éviter la propagation de l'espèce.